# Saint-Christophe-en-Bazelle
Saint-Christophe-en-Bazelle è un comune francese di 387 abitanti situato nel dipartimento dell'Indre nella regione del Centro-Valle della Loira.

## Società

### Evoluzione demografica
Abitanti censiti